# Paolo Gallo (dirigente d'azienda)
Paolo Gallo (Torino, 1961) è un dirigente d'azienda italiano, amministratore delegato di Italgas.

## Biografia
Laureato in ingegneria aeronautica presso il Politecnico di Torino, Paolo Gallo ha conseguito un MBA presso l’Università degli Studi di Torino. Nel 1988 avvia la sua carriera in Fiat Avio S.p.A. dove, a partire dal 1997, comincia a occuparsi di energia sviluppando nuove iniziative in Italia, India e Brasile. Diviene successivamente amministratore delegato di Fiat Energia, veicolo attraverso il quale il Gruppo Fiat acquisisce Montedison nel luglio del 2001. Mantiene tale incarico fino al 2002.  Nel 2002 entra a far parte del Gruppo Edison assumendo in seguito le cariche di direttore generale e amministratore delegato di Edipower. Nel 2011 passa ad Acea come direttore generale, diventando successivamente amministratore delegato della multiutility. Nel 2014 Paolo Gallo viene nominato amministratore delegato di Grandi Stazioni, ruolo che ricopre fino al 2016 portandone a termine la privatizzazione. Nell’agosto del 2016 passa in Italgas in qualità di amministratore delegato e direttore generale, incarico confermato nel 2019, nel 2022 e nel 2025.  A partire dal 2017 ha presentato ogni anno l’aggiornamento del Piano Strategico di Gruppo, della durata di sette anni, con quote d’investimento incrementali anno su anno. Il primo Piano 2017-2023 prevedeva 5 miliardi di investimenti, l’ultimo in ordine di tempo – per il periodo 2024-2030 – ne prevede più del triplo con 15,6 miliardi di euro. Sotto la sua gestione, Italgas ha siglato per un corrispettivo di 733 milioni di euro il contratto d’acquisto del 100% della greca Depa Infrastructure, che detiene il 51% di Thessaloniki - Thessalia Gas Distribution S.A. (EDA Thess), il 100% di Attiki Natural Gas Distribution Single Member Company S.A. (EDA Attikis) e il 100% di Public Gas Distribution Networks S.A. (DEDA), i tre principali player della distribuzione del gas in Grecia, tornando ad operare all’estero. A dicembre 2022, Italgas ha provveduto ad acquistare il restante 49% di Thessaloniki - Thessalia Gas Distribution S.A. (EDA Thess). I tre DSO greci (EDA Thess, EDA Attikis e DEDA) sono stati riuniti in DEDA a settembre 2023, con la successiva presentazione delle nuove entità Enaon e Enaon EDA avvenuta a febbraio 2024.  Sotto la gestione di Paolo Gallo, inoltre, Italgas ha completato a ottobre 2023 l’acquisizione da Veolia del ramo d’azienda relativo alle concessioni idriche in Italia. L’AD è inoltre artefice della trasformazione di Italgas da società del settore del gas a ‘network tech company’ attiva anche in ambito idrico, dell’efficienza energetica e dell’IT.La sua gestione ha condotto inoltre, in data 1° aprile 2025, alla finalizzazione dell’acquisizione del 99,94% del capitale sociale di 2i Rete Gas S.p.A. da F2i SGR e Finavias per un corrispettivo di 2,0719 miliardi di euro. L’operazione ha reso Italgas il primo operatore nel settore della distribuzione gas a livello continentale.

## Altri incarichi
Dal 1992 al 1993 direttore del Corso MBA presso la scuola di amministrazione aziendale dell’Università di Torino, Paolo Gallo ha insegnato fino al 2002 “Valutazioni economico-finanziarie di Investimenti Industriali”. Dal 2018 Professore dei corsi di Re-engineering Operational Processes (Master Digital Ecosystem) e di Energy Management (Master Energy Industry) presso la Luiss Business School, è co-autore di pubblicazioni di settore.
Dal 2020 al 2022 è stato Presidente di GD4S , l’organismo che riunisce i sette maggiori operatori del settore della distribuzione del gas in Europa, incarico confermato nel 2021. Dal 2022 ricopre la carica di Vicepresidente dell’associazione. 

## Riconoscimenti
- Nel 2014, quando era alla guida di Acea, Paolo Gallo è stato insignito del secondo Premio Festival dell’Energia “per aver cambiato pelle a una delle principali multiutility italiane, trasformandola in un fattore di sviluppo e competitività del territorio”[25];
- Il 16 dicembre 2024, a New York, è stato insignito di una Special Mention nel corso degli UNCA Awards 2024, in riconoscimento del suo impegno su tematiche di rilevanza globale tra cui la sostenibilità ambientale e le crisi internazionali.[26]

## Pubblicazioni
- Diario di volo. Come guidare la trasformazione digitale tra innovazione e sostenibilità, Luiss University Press, 2022, ISBN 88-6105-765-9[27][28][29][30]

- Fuori dal labirinto. Innovazione, tecnologia e i pregiudizi sulla transizione energetica, Luiss University Press, 2025, ISBN 9791255962106[31][32]